# Gaius Aurelius Cotta (konzul 75 př. n. l.)
Gaius Aurelius Cotta (124 př. n. l. – 73 př. n. l.) byl římský politik, konzul v roce 75 př. n. l., řečník a skeptik. Neměl by být zaměňován s Gaiem Aureliem Cottou, který zastával dvakrát konzulát ve 3. století př. n. l.

## Život
Narodil se roku 124 př. n. l. a byl strýcem Gaia Julia Caesara prostřednictvím Caesarovy matky Aurelie. V roce 92 př. n. l. před soudem obhajoval svého strýce Publia Rutilia Rufa, který byl v Římě kvůli svému působení ve funkci legáta v Asii nespravedlivě obviněn z vydírání. Měl blízký vztah s tribunem lidu Markem Liviem Drusem, který byl v roce 91 př. n. l. zavražděn; ve stejném roce se neúspěšně ucházel o tribunát. Krátce poté byl stíhán podle zákona lex Varia de maiestate navrženého tribunem Quintem Variem Severem, který byl namířen proti komukoliv, kdo by Italiky „tajně či otevřeně podporoval nebo jim pomáhal“ k prosazení občanských práv. Aby se vyhnul odsouzení, odešel Cotta do dobrovolného exilu.
Do Říma se vrátil až v roce 82 př. n. l. v době Sullovy diktatury. Je možné, že jako propraetor v roce 80 př. n. l. neúspěšně bojoval proti Sertoriovi. V roce 75 př. n. l. byl zvolen konzulem a brzy vzbudil nepřátelství optimátů. Nechal totiž prosadit zákon lex Aurelia de tribunicia potestate, který vracel tribunům lidu možnost kandidovat po uplynutí jejich tribunátu do vyšších magistratur – toto právo jim upřela Sullova ústava. Další zákon de iudiciis privatis, o kterém není nic bližšího známo, zrušil jeho bratr Lucius. Po skončení konzulátu obdržel do správy provincii Galii a byl mu přiznán triumf za jakési vítězství, o kterém nejsou známy žádné podrobnosti. Pouhý den před triumfálním průvodem se mu však ozvalo jeho staré zranění a on náhle zemřel.
Podle Cicera byli Publius Sulpicius Rufus a Gaius Aurelius Cotta nejlepšími řečníky mezi mladými muži své doby. Nebyl sice fyzicky schopen povznést své řečnické umění do vášnivého projevu, ale jeho úspěchy byly způsobeny především jeho striktním zkoumáním faktů; přísně se držel podstatných věcí a vyhýbal se všem nepodstatným exkursům. Jeho styl byl čistý a prostý. Cicero ho představil v roli účastníka dialogů ve svých spisech O řečníkovi (De oratore) a O povaze bohů (De natura deorum) jako zastánce principů Nové akademie. Dochované fragmenty Sallustia obsahují podstatnou část projevu, který pronesl Cotta, aby uklidnil římský lid pobouřený nedostatkem přidělovaného obilí.